# Artiom Czubarow
Artiom Andriejewicz Czubarow, ros. Артём Андреевич Чубаров (ur. 13 grudnia 1979 w Niżnym Nowogrodzie) – rosyjski hokeista, reprezentant Rosji. Trener hokejowy.

## Kariera zawodnicza
- Torpedo Niżny Nowogród (1996-1997)
- Dinamo Moskwa (1997-1999)
- Syracuse Crunch (1999)
- Vancouver Canucks (1999-2000)
- Kansas City Blades (2000-2001)
- Manitoba Moose (2001)
- Vancouver Canucks (2001-2004)
- Dinamo Moskwa (2004-2005)
- Awangard Omsk (2005-2008)
- Torpedo Niżny Nowogród (2008-2009)
- Dinamo Moskwa (2008-2010)

Przez kilka lat występował w NHL. Został reprezentantem Rosji. Uczestniczył na turnieju Pucharu Świata 2004.

## Kariera trenerska
W połowie 2014 został asystentem w sztabie trenerskim macierzystej drużyny Torpedo Niżny Nowogród. Po sezonie KHL (2021/2022) odszedł ze sztabu tego klubu.

## Sukcesy
Reprezentacyjne
- Srebrny medal mistrzostw świata juniorów do lat 18: 1998
- Złoty medal mistrzostw świata juniorów do lat 20: 1999

Klubowe
- Złoty medal wyższej ligi: 1997 z Torpedo
- Awans do Superligi: 1997 z Torpedo
- Złoty medal mistrzostw Rosji: 2005 z Dinamem
- Srebrny medal Mistrzostw Rosji: 2006 z Awangardem, 2009 z Dinamem
- Brązowy medal mistrzostw Rosji: 1999 z Dinamem, 2007 z Awangardem
- Drugie miejsce w Pucharze Kontynentalnym: 2007 z Awangardem

Indywidualne
- Superliga rosyjska w hokeju na lodzie (1997/1998): nagroda dla najlepszego pierwszoroczniaka Superligi
- Puchar Kontynentalny 2006/2007: najlepszy napastnik